# پرچم ایروان
پرچم ایروان در ۲۷ سپتامبر ۱۹۰۴ پذیرفته شد.